# Кајента (Аризона)
Кајента (енгл. Kayenta) насељено је место без административног статуса у америчкој савезној држави Аризона.

## Демографија
По попису из 2010. године број становника је 5.189, што је 267 (5,4%) становника више него 2000. године.
| Група             | 2000.      | 2010.      |
| Белци             | 301 (6,1%) | 233 (4,5%) |
| Афроамериканци    | 10 (0,2%)  | 13 (0,3%)  |
| Азијати           | 6 (0,1%)   | 4 (0,1%)   |
| Хиспаноамериканци | 46 (0,9%)  | 102 (2,0%) |
| Укупно            | 4.922      | 5.189      |